# Sekret Enigmy
Sekret Enigmy je polský historický film natočený na námět pocházející knihy Stanisława Strumph-Wojtkiewicze Sekret Enigmy. Film pojednává o polských kryptolozích, kteří rozluštili tajemství kódu Enigmy, německého šifrovacího stroje.
Ve filmu se objevují hrané postavy mnoha skutečných osob. Ve filmu se objevují polští kryptologové Marian Rejewski Jerzy Różycki a Henryk Zygalski, polský vojenský velitel plukovník Gwido Langer (toho hrál Janusz Zakrzeński, později tragicky zesnulý u Smolenska), důstojník francouzské vojenské zpravodajské služby Gustave Bertrand, francouzský generál Gamelin, francouzský letec Joseph Vuillemin, spolupracovník kryptologů Edward Fokczyński, polský důstojník Maksymilian Ciężki, německý diktátor Adolf Hitler, anglický diplomat Alexander Cadogan, britský kryptolog Dilly Knox, šéf Abwehru Wilhelm Canaris, britský premiér Winston Churchill, britský zpravodajec Stewart Menzies a britský král Jiří VI.